# Comstock (Nebraska)
Comstock é uma vila localizada no estado americano de Nebraska, no Condado de Custer.

## Demografia
Segundo o censo americano de 2000, a sua população era de 110 habitantes.
Em 2006, foi estimada uma população de 101, um decréscimo de 9 (-8.2%).

## Geografia
De acordo com o United States Census Bureau, a localidade tem uma área de 0,9 km², sem área coberta por água. Comstock localiza-se a aproximadamente 683 m acima do nível do mar.

## Localidades na vizinhança
O diagrama seguinte representa as localidades num raio de 28 km ao redor de Comstock.